# Anrechnungsmethode
Die Anrechnungsmethode ist eine Methode, die Doppelbesteuerung von ausländischen Einkünften zu vermeiden oder zu reduzieren. Neben der Anrechnungsmethode steht systematisch als zweite Hauptmethode zur Vermeidung der Doppelbesteuerung die Freistellungs- bzw. Befreiungsmethode zur Verfügung.
Die Anrechnungsmethode wird sowohl in nationalen Steuerrechten als unilaterale Vorschrift sowie in Doppelbesteuerungsabkommen eingesetzt. In Deutschland ist sie durch § 34c Abs. 1 EStG geregelt.

## Inhalt
Nach dieser Methode wird die auf ausländische Einkünfte entfallende entrichtete ausländische Steuer auf die inländische Steuerschuld angerechnet, das heißt die zu bezahlende Steuer wird um diesen Betrag reduziert. Im Gegensatz dazu werden die ausländischen Einkünfte bei der Freistellungsmethode steuerfrei gestellt, so dass insoweit keine inländische Steuer entsteht. Bei der Einkommensteuer ist statt des Anrechnungsverfahrens unter Umständen das antragsgebundene Abzugsverfahren günstiger: dabei wird die ausländische Steuer von den Einkünften abgezogen.

## Doppelbesteuerungsabkommen
Viele Staaten verwenden für den Abschluss ihrer Doppelbesteuerungsabkommen das Musterabkommen der OECD (OECD-MA) als Grundlage. Der Artikel 23 A OECD-MA enthält die Freistellungsmethode und der Artikel 23 B OECD-MA die Anrechnungsmethode, weshalb diese auch als Methodenartikel bezeichnet werden. Sie ergänzen die Rechtsfolgen der Verteilungsnormen. Legen die Verteilungsnormen fest, dass eine Einkunft nur in einem Staat besteuert werden darf, so bedarf es der Methodenartikel nicht, um eine Doppelbesteuerung zu vermeiden. Sie werden deshalb auch als vollständige oder ausschließliche Verteilungsnormen bezeichnet. Handelt es sich dagegen um unvollständige oder nicht ausschließliche Verteilungsnormen, die lediglich festlegen, dass einer der Vertragsstaaten oder gegebenenfalls beide eine bestimmte Einkunft oder ein bestimmtes Vermögen besteuern dürfen, denn sagt der jeweilige Methodenartikel aus, wie die Doppelbesteuerung vermieden wird.

## Situation in Deutschland

### Voraussetzungen
Unbeschränkt einkommensteuerpflichtige Personen, die im Ausland Steuern auf ausländische Einkünfte (§ 34d EStG) gezahlt haben, können diese auf die deutsche Steuer anrechnen, soweit die gezahlte Steuer der deutschen Einkommensteuer entspricht. Diese Möglichkeit der Minderung einer Doppelbesteuerung besteht sowohl für Einkünfte aus Ländern mit denen Deutschland kein Doppelbesteuerungsabkommen hat, als auch für solche mit denen eines besteht, soweit diese Methode im Doppelbesteuerungsabkommen vorgesehen ist.

### Höchstauswirkung
Um dem Steuerpflichtigen nicht mehr ausländische Steuer anzurechnen, als in Deutschland auf die ausländischen Einkünfte entfällt, ist eine Höchstbetragsberechnung durchzuführen. Der Höchstbetrag ermittelt sich aus dem Anteil der ausländischen Einkünfte an dem zu versteuernden Einkommen, angewandt auf die anfallende deutsche Einkommensteuer.
(Ausländische Einkünfte / zu versteuerndes Einkommen) x deutsche Steuer = Höchstbetrag

### Beispiele
In den folgenden Beispielen unterstellen wir ausländische Einkünfte in Höhe von 1000 €, worauf 300 € ausländische Steuer entrichtet wurden.
Diese Einkünfte würden auch deutsche Einkommensteuer auslösen;
je nachdem wie hoch diese Steuer wäre, kann die Anrechnungsmethode oder das Abzugsverfahren günstiger sein. Die Gesamtbelastung wegen dieser Einkünfte ist allen drei Fällen gleich mit der Belastung wenn man nur die jeweils höhere Steuer bezahlen würde.

#### Beispiel 1: deutsche Steuer höher
Falls die ausgelöste deutsche Steuer 410 € betrüge, wäre sie nicht niedriger als die entrichteten 300 €, und man könnte diese 300 € voll anrechnen.
Das Ergebnis wäre eine Entlastung von 300 € auf die deutsche Steuer, und eine Gesamtbelastung von 410 €, davon 110 € in Deutschland.
Die Gesamtbelastung wäre somit identisch mit einer reinen Belastung mit der höheren, deutschen Steuer.

#### Beispiel 2: deutsche Steuer niedriger
Falls die ausgelöste deutsche Steuer 250 € betrüge, wäre sie niedriger als die entrichteten 300 €, und man könnte diese 300 € nur bis auf 0 € anrechnen, d. h. man dürfte nur 250 € anrechnen.
Das Ergebnis wäre eine Entlastung von 250 € auf die deutsche Steuer, und eine Gesamtbelastung von 300 €, ausschließlich im Ausland.
Die Gesamtbelastung wäre somit identisch mit einer reinen Belastung mit der höheren, ausländischen Steuer.
Allerdings sollte in diesem Fall das Abzugsverfahren geprüft werden, es könnte gegebenenfalls ein besseres Ergebnis bieten.

#### Beispiel 3: keine deutsche Steuer
Falls keine deutsche Einkommensteuer ausgelöst würde, könnte man die ausländische Steuer gar nicht anrechnen.
Das Ergebnis wäre keine Entlastung auf die deutsche Steuer, und immer noch eine Gesamtbelastung von 300 €, ausschließlich im Ausland.
Auch in diesem Fall wäre die Gesamtbelastung identisch mit der ausländischen Steuer.
Allerdings sollte in diesem Fall das Abzugsverfahren geprüft werden, es könnte gegebenenfalls ein besseres Ergebnis bieten.

## Situation in der Schweiz
In der Schweiz hat der Bundesrat die Verordnung über die Pauschale Steueranrechnung (SR 672.201) vom 22. August 1967 erlassen, um die in den Doppelbesteuerungsabkommen vereinbarte Anrechnungsmethode anzuwenden und die im Ausland erhobene Steuer auf ausländische Erträge anrechnen zu lassen.